# Heligmonevra calceoIaria
Heligmonevra calceoIaria là một loài ruồi trong họ Asilidae. Heligmonevra calceoIaria được Scarbrough & Duncan miêu tả năm 2004. Loài này phân bố ở miền Ấn Độ - Mã Lai.